# シーラン・ジェイ・ジャオ
シーラン・ジェイ・ジャオ（赵希然; Xiran Jay Zhao）はカナダの作家、インターネットパーソナリティー兼コスプレイヤー。デビュー小説の『鋼鉄紅女』はニューヨーク・タイムズ紙のベストセラーの1位となり、2021年の英国SF協会賞若年読者向け部門を受賞した。

## 生い立ち
ジャオは5年生のときに中国の小さな町からブリティッシュコロンビア州に移住した。父方の伝統を継いで回族である。様々な物語を想像しながら育ったが、15歳のときにアニメコンベンションに誘われるまでは文字にはしていなかった。サイモンフレーザー大学で生化学的疾患の研究を主題として保健科学を専攻し、2020年に卒業した。事務仕事が向いていないと判断するまでは生協で働いていた。

## キャリア
2020年3月、ジャオはペンギン・ティーン・カナダと、中国の武則天の台頭を再構築したヤングアダルト（YA）メカ2冊の契約を結んだ。ワンワールド・パブリケーションズの児童書部門であるロック・ザ・ボートはが2021年5月にイギリスでの出版権を取得した。ジャオはこのシリーズを「私のアニメへの愛と中国のハーレム後宮ドラマへへの愛が巨大に融合したもの」と表現した。シリーズ1冊目の『鋼鉄紅女』は2021年9月に出版され、ニューヨーク・タイムズ紙のベストセラーのヤングアダルト・ハードカバー部門で1位を獲得した。このシリーズの2冊目の Iron Widow 2: Heavenly Tyrant は2024年4月の出版が予定されている。
2020年9月、ジャオはディズニーの実写版リメイク『ムーラン』の文化的不正確さを批判し、当初はTwitterで、その後、自身初めてのYouTubeビデオで急速に広まった。ジャオは、当初は一部の視聴者にだけアピールすると予想していた『鋼鉄紅女』の成功は、自称「中国史愛好家」のインターネット上での存在によるものだと評価している。ジェシカ・シンガーは、2021年にCBSニュースへの寄稿でBookTokがヤングアダルト小説の売り上げに与える影響を強調した。シンガーは「カナダ人作家シーラン・ジャオ・ジェイの『鋼鉄紅女』のような本は、9月下旬の発売前からすでにオンラインで人気を博している」と書いている。ペンギン・ランダムハウス・カナダの統合マーケティング・ディレクターのカーラ・サヴォイはシンガーに「カナダのいインフルエンサーに対して本当に発信している本の一冊です。数週間前にシーランが（TikTokで）先行印刷分の開封動画を公開したところ、米国での先行販売数がその週に600%上昇した」と語った。
2021年初頭にジャオはサイモン&シュスターの出版ブランドであるマーガレット・K・マケルデリー・ブックスと、第2作となる中学年向け現代ファンタジーである Zachary Ying and the Dragon Emperor（ザッカリー・インとドラゴン・エンペラー） の契約を結んだ。同書は2022年5月10日に出版された。ニューヨーク・タイムズのベストセラーリストの中学年向け児童書のハードカバー部門に4位で初登場し、2週間ランクインを続けた。アレン・スコットはグローブ・アンド・メール紙で『ザッカリー・イン』をジャオの『鋼鉄紅女』と比較し、「この2冊の本は、日本で普及し世界的に広がった視覚的なストーリーテリングとしてのアニメ、そして中国の歴史と神話の両方について、チャオの執着を物語っている。[...]どちらの小説でも、神話の過去が未来に翻訳されている。[ ..]それぞれの気分の違いにもかかわらず、小説は中国の歴史と神話の中で趙にとって貴重なものを救い出し、それを前に投影し、文化再利用の芸術的行為を生み出している」とコメントしている。

## 受賞とノミネート
| 年     | 作品         | 賞                                              | 部門                                                             | 結果       | 参照          |
| ------ | ------------ | ----------------------------------------------- | ---------------------------------------------------------------- | ---------- | ------------- |
| 2021年 | 『鋼鉄紅女』 |                                                 |                                                                  |            |               |
| 2021年 | 『鋼鉄紅女』 | アンドレ・ノートン賞                            | （ヤングアダルトSF&F）                                           | ノミネート | [ 25 ]        |
| 2021年 | 『鋼鉄紅女』 | キッチーズ賞                                    | 金の触手（デビュー小説部門）                                     | ノミネート | [ 26 ]        |
| 2022   | 『鋼鉄紅女』 | 英国SF協会賞                                    | 若年読者向け部門                                                 | 受賞       | [ 27 ]        |
| 2022   | 『鋼鉄紅女』 | Pacific Northwest Book Award                    | —                                                                | 受賞       | [ 28 ]        |
| 2022   | 『鋼鉄紅女』 | ロードスター賞                                  | （ヤングアダルト図書部門）                                       | 最終選考   | [ 29 ] [ 30 ] |
| 2022   | 『鋼鉄紅女』 | アスタウンディング賞                            | （新人作家部門）                                                 | 最終選考   | [ 29 ] [ 30 ] |
| 2022   | 『鋼鉄紅女』 | バーンズ・アンド・ノーブル 児童書およびYA図書賞 | ヤングアダルト部門                                               | 受賞       | [ 31 ]        |
| 2022   | 『鋼鉄紅女』 | ローカス賞                                      | 第一長編部門                                                     | ノミネート | [ 32 ] [ 33 ] |
| 2022   | 『鋼鉄紅女』 | ローカス賞                                      | ヤングアダルト部門                                               | ノミネート | [ 32 ] [ 33 ] |
| 2022   | 『鋼鉄紅女』 | 英国幻想文学賞                                  | 新人部門（シドニー・J・バウンズ賞）                              | ノミネート | [ 34 ]        |
| 2022   | 『鋼鉄紅女』 | CCBCブック賞                                    | アーリーン・バーリン賞サイエンス・フィクション＆ファンタジー部門 | 受賞       | [ 35 ] [ 36 ] |
| 2022   | 『鋼鉄紅女』 | CCBCブック賞                                    | エイミー・マザーズ・ティーンズ・ブック賞                         | 受賞       | [ 37 ] [ 36 ] |

## 書誌

### ヤングアダルト
- Zhao, Xiran Jay (2021). Iron Widow. Penguin Teen Canada. ISBN 978-0735269934
  - シーラン・ジェイ・ジャオ『鋼鉄紅女』中原尚哉、早川書房、2023年。ISBN 978-4150124083。
- Zhao, Xiran Jay (2024). Heavenly Tyrant (Iron Widow, Book 2). Tundra Books. ISBN 978-0735269989 [12]

### 中学年向け
- Zhao, Xiran Jay (2022). Zachary Ying and the Dragon Emperor. Simon & Schuster. ISBN 978-1665900706